# Saison 1 de Jardins secrets

Cet article présente le guide des épisodes de la première saison du feuilleton télévisé Jardins secrets.

## Épisode 1Les Nouveaux Voisins
- Pays-Bas : 30 octobre 2005
- France : 31 mars 2008 puis 27 juillet 2009

## Épisode 2:Pousse au Crime
- Pays-Bas : 6 novembre 2005
- France : 5 décembre 2006 (Fox Life (France)), 31 mars 2008 puis 3 août 2009

## Épisode 3:Sexe, mensonges et clichés compromettants
- Pays-Bas : 13 novembre 2005
- France : 31 mars 2008 puis 10 août 2009

## Épisode 4:Le jeu du chat et de la souris
- Pays-Bas : 20 novembre 2005
- France : 7 avril 2008 puis 17 août 2009

## Épisode 5:Question d'ego
- Pays-Bas : 27 novembre 2005
- France : 7 avril 2008 puis 24 août 2009

## Épisode 6:Magie noire
- Pays-Bas : 4 décembre 2005
- France : 7 avril 2008

## Épisode 7:Orages et désespoirs
- Pays-Bas : 11 décembre 2005
- France : 14 avril 2008

## Épisode 8:Pères et impairs
- Pays-Bas : 18 décembre 2005
- France : 14 avril 2008